# Borghi putridi
I borghi putridi (in inglese rotten boroughs), erano piccoli centri rurali del Regno Unito caratterizzati da una marcata egemonia della grande proprietà fondiaria. 
Nel corso dei secoli la Corona aveva esercitato in maniera irregolare il suo diritto di attribuire o togliere la rappresentanza parlamentare ai vari boroughs e la rappresentanza degli stessi presentava una serie di gravi anomalie. I confini dei collegi elettorali non erano stati cambiati dal 1660 e così molte città un tempo importanti, ma che nel XIX secolo si erano ormai ridotte all'irrilevanza, continuavano a conservare i loro antichi diritti di eleggere due membri dei Comuni per ognuna.
I più famosi di questi borghi putridi erano Old Sarum (che, con sei elettori, eleggeva due parlamentari) e Dunwich, centro franato nel mare che eleggeva un parlamentare. Allo stesso tempo, grandi città come Manchester non avevano una rappresentanza propria, anche se i loro residenti con diritto di voto potevano partecipare alle elezioni per il seggio della corrispondente contea (per Manchester, il Lancashire).
I borghi putridi costituivano collegi elettorali facilmente manovrabili; per tale motivo e per mezzo di una serie di leggi di riforma del sistema elettorale (Reform Act del 1832), ne venne ridimensionato il peso elettorale, a volte cancellandoli del tutto.

## I borghi tascabili
Altra distorsione del sistema elettorale, almeno fino all'epoca delle prime riforme di metà ottocento, fu quella rappresentata dai cosiddetti borghi tascabili (pocket boroughs) che, a differenza dei borghi putridi, erano l'espressione di una comunità di elettori non esigua, ma che erano "nelle tasche" dei grandi proprietari terrieri che sull'area del borgo avevano le loro terre e, quindi, potevano esercitare un esteso controllo sociale sugli elettori che, in un modo o nell'altro, erano ad essi legati; i latifondisti, anche a causa del voto palese, riuscivano perciò a far eleggere sistematicamente i loro figli, parenti o amici in questi borghi, che erano letteralmente "nelle loro tasche". Il problema dei borghi tascabili fu risolto soprattutto grazie al Ballot Act del 1872, una legge che introduceva il voto segreto nelle elezioni generali ed in quelle locali.